# Tenaz

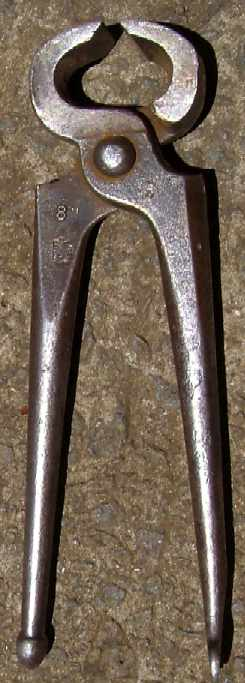
Tenaz de ponta curva

Tenaz é uma ferramenta, usada preferencialmente por ferreiros e serralheiros. É um tipo de alicate usado para manusear objetos metálicos quentes à distância e, por isso, é dotada de longos cabos. Tem origem bastante antiga.

## Características
Parecido com uma tesoura, a tenaz possui cabos compridos o suficiente para que o utilizador possa manipular materiais metálicos nas forjas ou cadinhos, ou segurá-los enquanto se encontram em brasa, para malhar em bigornas.
A tenaz difere de pinças e alicates não apenas pela sua destinação, como também pelo formato de sua ponta de pegada, que pode ser curva ou retilínea porém mais grosseira, mas sobretudo pelo comprimento do cabo, que no seu caso são muito mais longos.

### Variantes
Uma variante de tenaz, muito comum no trato de ferradura em cavalos e em construção civil é a turquesa (ou torquês), ferramenta que possui a ponta recurvada e um fio na sua extremidade, que serve para arrancar pregos ou cravos, ou cortar e trançar arames. A diferença principal entre a Torquês e a Tenaz é que, apesar de seu formato muitas vezes similar, o material de que é feito a Torquês é endurecido para favorecer o corte e as tensões envolvidas, enquanto o material do qual a Tenaz é feita deve resistir primeiramente a temperaturas elevadas. Desse modo, uma não pode ser usada no lugar da outra, pois a Torquês iria perder propriedades mecânicas devido ao aquecimento e a Tenaz não possuiria dureza suficiente, deformando-se.
Existem outras variantes de tenaz, que são de uso exclusivo para tubos. A tenaz pega-tubos possui no lugar dos cabos um mecanismo pantográfico e é geralmente utilizada junto à pórticos e pontes rolantes para movimentação de tubos de grandes diâmetros. Já a tenaz de curvar tubos é uma ferramenta apropriada para criar curvas em tubos (geralmente aquecidos) de pequenos diâmetros.

## Nas artes
A tenaz é bastante representada em heráldica, como elemento representativo da profissão de ferreiro, como na imagem ao lado.